# Estrela de Marechal (União Soviética)

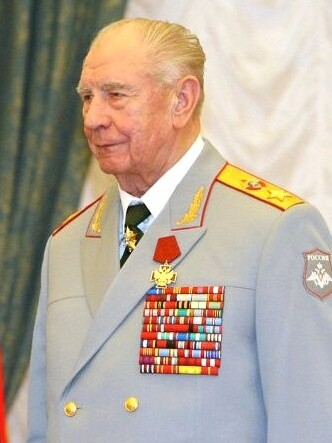
Marechal da União Soviética Dmitri Iazov, portando uma estrela grande de marechal sobre sua gravata.

A estrela de marechal (em russo:  маршальская звезда) é um distintivo adicional atribuído inicialmente a oficiais das forças armadas da União Soviética e, posteriormente, da Federação Russa.
Existem duas dessas insígnias para altos escalões militares, na forma de estrelas de cinco pontas de ouro e de platina com diamantes: a estrela pequena de marechal e a estrela grande de marechal. Elas eram usadas ao redor do pescoço quando em uniforme de desfile (originalmente sob o colarinho da túnica de desfile), e a partir de 1955, sobre a gravata.
A estrela de marechal corresponde ao bastão de marechal de países ocidentais. Após a morte do destinatário, o prêmio é devolvido ao Fundo dos Diamantes, para reutilização. Em 2013, novas insígnias de ombro foram instituídas para generais do exército, almirantes de frota e generais da força aérea, que contém uma grande estrela de marechal, no estilo das usadas pelos generais soviéticos do início dos anos 70 até 1997.

## Recipientes
O nome oficial, o tamanho e o número de diamantes correspondem ao ranque do marechal. As estrelas dd marechal foram primeiro concedidas aos marechais da União Soviética e aos almirantes de frota da União Soviética. Com o tempo, estrelas menores foram concedidas a "marechais de um ramo militar" e "chefes-marechais de ramo militar", a almirantes da frota e depois a generais-de-exército das forças armadas soviéticas.

## Estrela grande de marechal

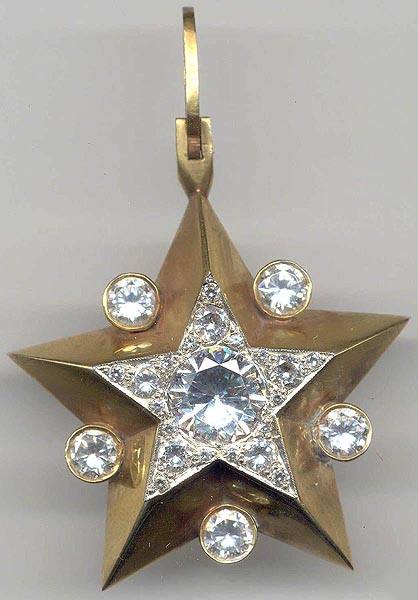
Uma estrela grande de marechal.

A estrela grande de marechal é uma insígnia de distinção para membros da mais alta categoria militar (correspondente à categoria OF-10 da OTAN), da seguinte forma:
- Desde 2 de setembro de 1940 para marechal da União Soviética.
- Desde 3 março 1955 para almirante da frota da União Soviética.
- Desde 1993, para marechal da Federação Russa.

É uma estrela de ouro de cinco pontas com raios diagonais suaves na parte da frente. No centro há uma estrela de cinco pontas de platina com diamantes. Os diamantes no centro têm um peso total de 2,62 quilates e nos raios há 25 diamantes pesando um total de 1,25 quilates. Entre as bordas dos raios são 5 diamantes pesando um total de 3,06 quilates. O diâmetro da estrela dourada é de 44,5 mm e as estrelas de platina têm 23 mm de diâmetro. A estrela tem uma profundidade de 8 mm.
A estrela de marechal tem um ilhó triangular no feixe superior, que é conectado a um aro de 14mm. A estrela de marechal é suspensa por uma fita moiré de 25 mm. O peso total da estrela grande de marechal é de 36,8 g. Aproximadamente 200 estrelas de marechal deste tipo foram produzidas.

### Federação Russa
Nas forças armadas da Federação Russa, até 21 de janeiro de 1997 a estrela de marechal era a insígnia de distinção para o marechal da Federação Russa de ranque OF-10.

## Estrela pequena de marechal

### União Soviética

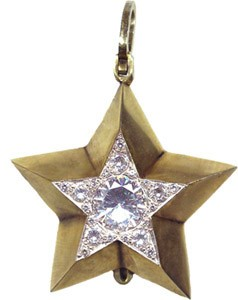
Estrela pequena marechal

A estrela pequena de marechal é a insígnia de distinção para militares categoria OF-9 na escala da OTAN, da seguinte forma:
- Desde o dia 27 de fevereiro de 1943, a marechais de corpo: 
  - Marechal da artilharia, marechal da aviação e marechal das tropas blindadas.
- Desde 20 de março de 1944, ela foi estendida a: 
  - Marechal das tropas de sinalização e marechal das tropas de engenheiros.
- Desde 5 de junho de 1962, ela foi estendida a: almirante da frota.
- Desde 1 de novembro de 1972, ela foi estendida a: generais de exército.

Não havia nenhum decreto formal relativo ao uso da estrela pequena de marechal como distinção para o marechal-chefe de um corpo. No entanto, após a promoção de "marechal de corpo" para "marechal-chefe de corpo" esses oficiais continuaram a usar insígnia.
Essa condecoração é uma estrela de ouro de cinco pontas com raios diédricos suaves no anverso. Sobre a estrela de ouro há uma estrela menor de cinco pontas feita de platina. No centro da estrela de platina existe um diamante de 2,04 quilates. Nos raios da estrela de platina há vinte e cinco diamantes de 0,91 quilates. O diâmetro total da estrela dourada é de 42 mm, e ela pesa 35,1 g. Ela é presa a uma fita moiré, da mesma forma que a estrela grande. Cerca de 370 estrelas pequenas de marechal foram produzidas.

### Federação Russa
Nas forças armadas da Federação Russa, até 21 de janeiro de 1997 a estrela pequena de marechal era a insígnia de distinção para militares de categoria OF-9 de patentes general do exército e almirante da frota.

## Fitas
A estrela de marechal da União Soviética era suspensa por uma fita vermelho, e fitas para marechais de corpo variavam de acordo com sua especialidade: ouro para artilharia, azul claro para aviação, bordô para tropas blindadas, carmesim para engenheiros, azul para sinais e turquesa para a marinha.